# Violència estructural
La violència estructural és un terme sociològic associat particularment amb Johan Galtung, qui l'introduí l'any 1969 en el seu article "Violència, Pau i Recera sobre la Pau". Fa referència a una forma de violència en la qual algun tipus d'estructura social damnifica una persona o un grup impedint que aconsegueixin les seves necessitats. Algunes d'aquestes forces socials i culturals adverses citades per Galtung són l'elitisme institucionalitzat, l'etnocentrisme, el classisme, el racisme, el sexisme, l'adultisme, la discriminació nacionalista, l'heterosexisme i homofòbia o la discriminació per edat. La violència estructural i la violència directa són fenòmens altament interdependents, i que es manifesten en la violència familiar, agressions racistes i masclistes, crims d'odi, terrorisme, genocidi o guerra.
En la seva obra Violence.Reflections on a National Epidemic, James Gilligan defineix la violència estructural com "la freqüència augmentada de mortalitat i discapacitat que pateixen aquells qui ocupen els grups més baixos de la societat, en contrast als nivells més baixos de mortalitat que tenen lloc en les capes socials superiors a ells." Gilligan descriu en termes generals aquestes "morts sobreres" com "no naturals" i les atribueix a les pressions, vergonya, discriminació i denigració que pateixen els qui tenen un estatus més baix. Les seves fonts són l'obra de Sennett i Cobb, que analitzen la "lluita per la dignitat" en un context social de desigualtat dramàtica.

## Violència cultural
Segons Johan Galtung, la "violència cultural" consisteix en aquells aspectes de la cultura que poden ser utilitzats per justificar o legitimar la violència directa o estructural, i que poden sorgir de la religió i la ideologia, el llenguatge, l'art, la ciència empírica i la ciència formal.
La violència cultural fa que la violència directa i la violència estructural semblin "correctes" o normals, segons l'estudi de Galtung. La recerca sobre la violència cultural subratlla les formes en les quals la violència directa i el fet de la violència estructural reben la seva legitimitat i, per tant, són fetes acceptables en societat. N'és un exemple la cultura de la violació. Un dels mecanismes de la violència cultural és el canvi de "color moral" d'un acte, d'equivocat o dolent a correcte o bo, o com a mínim a acceptable (vermell, verd, groc en la terminologia de Galtung).

## Ús internacional
L'any 1984, Petra Kelly escrigué en el seu primer llibre, Lluitant per l'esperança:
| « | Un terç dels dos mil milions de persones en els països en vies de desenvolupats passen gana o pateixen malnutrició. El 25% dels seus fills moren abans de fer cinc anys […] Menys del 10% dels 15 milions de nens que han mort aquest any foren vacunats contra les sis malalties infantils més freqüents i perilloses. La vacunació costa 3 lliures per nen. Però no dur-ho a terme ens costa cinc milions de vides a l'any. Aquests són exemples clàssics de violència estructural. | » |

La violència estructural és atribuïda a organitzacions específiques de la societat que fan mal o perjudiquen individus o masses. Explicant el seu punt de vista de com la violència estructural afecta la salut de persones subalternes o marginals, l'antropòleg de la medicina Paul Farmer diu:
| « | La seva malaltia és el resultat de la violència estructural: no és la cultura i ni la voluntat individual purament qui té la culpa; es tracta més aviat de forces i processos històricament donats (i sovint econòmicament motivats) qui conspiren per oprimir l'acció individual. La violència estructural visita tots aquells que tenen un estatus social que els nega l'accés als fruits del progrés científic i social. | » |

Aquesta perspectiva ha continuat sent discutida per Paul Farmer, juntament amb Philippe Bourgois i Nancy Scheper-Hughes.
Els seus teòrics onsideren que la violència estructural està plenament instal·lada en el sistema mundial actual. Aquesta forma de violència, centrada en arranjaments socials aparentment desiguals, no seria inevitable. Resoldre el problema global de la violència estructural requiria accions que poden semblar irrealitzables a curt termini. Segons aquests autors això és un indicador que hauria de ser fàcil de dirigir recursos a minimitzar els impactes perjudicials de la violència estructural. D'altres entre ells com el futurista Wendell Bell creuen que hi ha una necessitat per mesures a llarg termini per tal de guiar projectes envers la justícia social. La major part de violències estructurals, com el racisme o el sexisme, han esdevingut tan habituals en la societat que semblen gairebé invisibles. Malgrat això, el sexisme i el racisme es troben al centre de resistències polítiques i culturals des de fa dècades. S'han aconseguit reformes significatives, si bé el projecte roman incomplet.